# Куприянов, Василий Ильич
Васи́лий Ильи́ч Куприя́нов (род. 17 февраля 1953, Москва) — советский и российский актёр театра и кино. Заслуженный артист Российской Федерации (2005).

## Биография
Родился 17 февраля 1953 года в Москве в районе Дубровки. Играл в Народном театре ДК Зил под руководством С. Л. Штейна. В 1971—1975 годах учился в Школе-студии МХАТ (мастерская Виктора Монюкова).
Служил в рядах Советской Армии ЦАТСА (1977—1978). Затем играл в Новом драматическом театре (1976—1992)
С 1992 года — актёр театра «Сфера». Был занят в спектаклях «Лес», «Пенелопа на все времена», «Нездешний вечер», «Честный аферист», «Живой театр Екатерины Еланской», «Гиперболоид инженера Гарина», «Мурли» и «Чудаки и зануды». В 2011 году выступил в мюзикле Александра Журбина «Мышеловка». В проекте режиссёра Василия Бархатова выступил в роли рассказчика. В 2021 году участвовал в гастрольном туре по городам присутствия ТМК.
Первыми работами в кино стали роль Савушкина в фильме «Слово для защиты» (1976) Вадима Абдрашитова и роль Свинопаса в фильме «Принцесса на горошине» (1976) Бориса Рыцарева.
Сотрудничал со студией «Варус Видео» («Мост-Видео»), где озвучил несколько десятков кинофильмов. С 2007 года в издательствах «Библиофоника», «Эксмо», «Астрель» выходят аудиокниги в его исполнении. Особое место в репертуаре актёра занимает поэзия. Василий Куприянов читает Давида Самойлова, Николая Рубцова, Игоря Северянина, Владимира Маяковского, Николая Некрасова, Александра Твардовского.
Преподавал актёрское мастерство на вокальном факультете Международного славянского университета им. Г. Р. Державина и в Московском гуманитарном университете на актёрском факультете.
Проводит авторские творческие вечера. Организовывал и проводил выставки, посвящённые своей родословной («Спутники и попутчики» в ЦДРИ и музее Нади Рушевой «Родословная-искусство» в РГБИ и «Жизнь замечательных людей» в Доме Н. В. Гоголя. Участник проекта «Театр в музее», проходящего в том числе в доме-музее А. Н. Толстого. Принимал участие в фестивалях «Мелиховская весна», «Антоновские яблоки», «Чеховские сезоны» в Ялте и «Свиридовский фестиваль».
В 2022 году Василий Ильич выступил в роли Саввы Сторожевского в спектакле Сергея Глущенко "Звенигородские хроники" .

### Писательская деятельность
Куприянов — автор стихов и эпиграмм. Печатается в журналах «Театральный мир», «Библиотечное дело» и «Веси». В сборнике «На то и память нам дана…» (Владимир, 2008), посвящённому театральному педагогу Виктору Монюкову, его ученик Василий Куприянов вспоминает своего учителя в статье «Внимание мастера».
В 2017 году в издательстве «Эксмо» вышла книга Александры Марининой «Были 90-х. Как мы выживали», где помещён рассказ Куприянова «Как я был царём».

## Награды и звания
- Заслуженный артист Российской Федерации (2005)[12]
- Медаль «В память 850-летия Москвы» (1997)

## Театральные работы
Основные работы в Новом драматическом театре
- «Моя прекрасная леди» — полковник Пикеринг
- «Путь вашей жизни» — Гарри
- «Дорога к весне» — контрреволюционер
- «Перстенёк» — Леденцев
- «Необыкновенные приключения обыкновенного мальчика» — Кот
- «Седьмой подвиг Геракла» — Симплегад
- «Легендарная личность» — Ткач
- «Годы странствий» — Солдат
- «Пойти и не вернуться» — Стефан
- «Ночь после выпуска» — Сократ
- «Отель забвения» — немецкий офицер
- «Не бросай огонь, Прометей» — Аполлон

"Притворщики" -Лукин
"Хрустальное сердце"-танцор
"Кто этот Диззи Гилеспи ?"-Игорь , племянник Николая Гавриловича
"Три часа до смерти " - человек на площади 
Работы в ЦАТСА
- «Комическая фантазия»
- «Святая святых»
- «Мы, русский народ»
- «Конец»
- «Неизвестный солдат»
- «Барабанщица»
- «Р.В.С.»
- «Расстояние в 30 дней»
- «Лес»
- «Смерть Иоанна Грозного»
- «Учитель танцев»

Основные работы в театре «Сфера»
- А. Стриндберг «Эрик XIV» (Юхан)
- А. Островский «Красавец-мужчина» (Лупачев)
- А. Аверченко «Преступная троица» (Подходцев)
- Ф. Саган «Пианино в траве» (Жан-Лу)
- В. Коростылёв, М. Таривердиев «Король-олень» (Дурандарте)
- П. Мельников-Печерский «В лесах и на горах» (Яким Стукалов)
- А. Островский «Весенняя сказка» (Бермята)
- Н. Лесков «Грозный ангел» (Белоярцев)
- Ж. Ануй «Приглашение в замок» (Роменвиль)
- Ги де Мопассан «Монт-Ориоль» (Андерматт)
- Ф. Лаубе «Князь Таврический» (Бурцев)
- Б. Л. Пастернак «Доктор Живаго» (Комаровский)
- Л. Н. Андреев «Прекрасные сабинянки» (Сципион)
- Ж. Марсан «Публике смотреть воспрещается» (Жан Байар)
- В. Шукшин «Я пришёл дать вам волю» (Прозоровский)
- Н. Садур «Чудная баба» (Александр Иванович)
- Б. Шоу «Цезарь и Клеопатра» (Британ)
- А. Платонов «Ученик Лицея» (Энгельгардт Егор Антонович)
- С. Моэм «Пенелопа на все времена» (Давенпорт Барлоу)
- В. Газенклевер «Честный аферист» (Господин Компас)
- Ю. Олеша «Три толстяка» (Клоун Август)
- У. Старк «Чудаки и зануды» (Дедушка, Аксельссон)
- Э. Хемингуэй «Фиеста» (Граф)
- Р. Белсвик «Простодурсен» (Сдобсен)
- Анни Шмидт "Мурли" (Главный редактор)
- А. Толстой «Гиперболоид инженера Гарина» (Манцев)
- "Нездешний вечер" ( поэзия , читает стихи Игоря Северянина, Давида Самойлова и др.)
- "Живой театр Екатерины Еланской " (Ликоспатов)
- А. Островский «Лес» (Восьмибратов)
- Ю .Трифонов, Ю. Казаков, Ю. Домбровский "Прозрачное солнце осени" ( Начальник станции и Василий Парфёнович Лобов)

## Фильмография
- 1976 — Принцесса на горошине — Свинопас
- 1976 — Сказ про то, как царь Пётр арапа женил
- 1976 — Слово для защиты — Савушкин, свидетель
- 1977 — Поединок в тайге — Веня
- 1979 — Пограничный пёс Алый — Бараболько, повар
- 1981 — Будьте моим мужем — врач, коллега Виктора
- 1981 — Фронт в тылу врага — Ротт, офицер СС
- 1982 — Не хочу быть взрослым — прохожий
- 1983 — Такая жёсткая игра — хоккей — Савкин
- 1983 — Шёл четвёртый год войны — ефрейтор Краппе
- 1985 — Русь изначальная — Голуб
- 1987 — Забытая мелодия для флейты — жандарм
- 1994 — [[Дом на камне ( 1994)| — бандит
- 1999 — Китайский сервиз — Ульрих
- 2002 — Азазель — барон Эверт-Колокольцев
- 2003 — Кобра. Антитеррор — Энтони Лойб (фильм № 6 «Гнев»)
- 2004 — Сыщики-3
- 2005 — Любовь моя — сосед
- 2007 — Адвокат-4 — Мерцалов, экстрасенс (фильм № 2 «Самурай»)
- 2007 — Хитровка
- 2007 — Детективы — Борис Бодрягин / Иннокентий (2 серии)
- 2008 — Моя прекрасная няня — картёжник (164-я серия «Во сне и наяву»)
- 2008 — Преступление будет раскрыто — Павел Дмитриевич, директор детдома (5-я серия «Причина смерти»)
- 2008 — Час Волкова-2 — режиссёр (2-я серия «Гарпия»)
- 2010 — Вы заказывали убийство — Фёдор Аркадьевич Беретов, изготовитель фальшивых документов (9-я серия)
- 2010 — По горячим следам — Олег Владимирович Черкасов, учитель истории (4-я серия «Горе от ума»)
- 2011 — Ласточкино гнездо — Владимир Павлович Попов
- 2012 — Дело следователя Никитина
- 2014 — Косатка — Вова, алкоголик, сосед адвоката
- 2015 — Верное средство — Виталий Маркелов, профессор
- 2017 — Майор Соколов. Игра без правил — Михаил Волков, отец Алексея
- 2019 — Зелёный фургон. Совсем другая история — 'ректор
- 2020 — Документалист. Охотник за призраками — профессор

" 2024 - "Загадка Сангаку" - Юрий Захаров
- 2024 - "Слепой метод -3"-профессор-антиквар
- 2024 -   "неВечные" -глава семьи
- 2024- "Склифосовский-12 " - Пациент